# Cañón de los Perdidos
O Cañón de los Perdidos (Cânion dos Perdidos em português) está localizado a sudoeste do distrito de Santiago, no setor denominado Montegrande, província de Ica, departamento de Ica, Peru. Tem uma extensão de 5 km e está a 40 km da cidade de Ocucaje. Foi descoberto em 2011. O cânion é formado pela erosão do rio Seco que deságua no rio Ica. No meio do canyon há uma lagoa. O local é frequentado por urubus.
O cânion se forma quase no final do antigo canal do “Río Seco” ou “Riachuelo” em sua foz com o rio Ica, em direção ao Mar Peruano, no pequeno setor “Chilcatay”. O nome Cânion dos Perdidos, surge a partir de uma visita que o prefeito Pablo Alvites fez junto com alguns moradores e o jornalista Maycol Herrera Benavides, eles se perderam, mas no final conseguiram chegar ao citado cânion e o jornalista Maycol Herrera decide titular este relatório como o "Cañón de los Perdidos", e doravante é chamado assim.

## História
No sábado, 11 de junho de 2011, os membros da "Associação de Promoção Turística e Cultural de Ocucaje", APTYCO, para conhecer aquele lugar, promoveram uma viagem e convidaram o prefeito Pablo Albites, o paleontólogo Mario Urbina, a o jornalista Maycol Herrera Bendezú do Diario Correo Ica entre outros, formando dois grupos, em dois veículos, sendo que um deles consegue chegar ao destino, enquanto o outro se perde no deserto; e não consegue chegar ao Canyon, por isso o jornalista Maycol Herrera Bendezú disse: "A partir de hoje, o canyon se chamará El Cañón de los Perdidos", com cujo nome deu o título de sua nota jornalística, emitida em Domingo, 12 de junho de 2011, no Diario Correo, edição regional do Ica.
A visita está documentada no vídeo “Cânion dos Perdidos no ICA-PERU, uma maravilha natural para o turismo”.
É importante destacar que até aquele momento os membros desta comissão especial do Ocucaje desconheciam que o referido local pertencia geograficamente ao distrito de Santiago, pelo que o trabalho realizado pela Associação de Promoção Turística e Cultural de Ocucaje - APTYCO, teve certas indecisões. , o que os obrigou a esperar que o Município de Santiago tomasse suas decisões a respeito.

## Localização geográfica

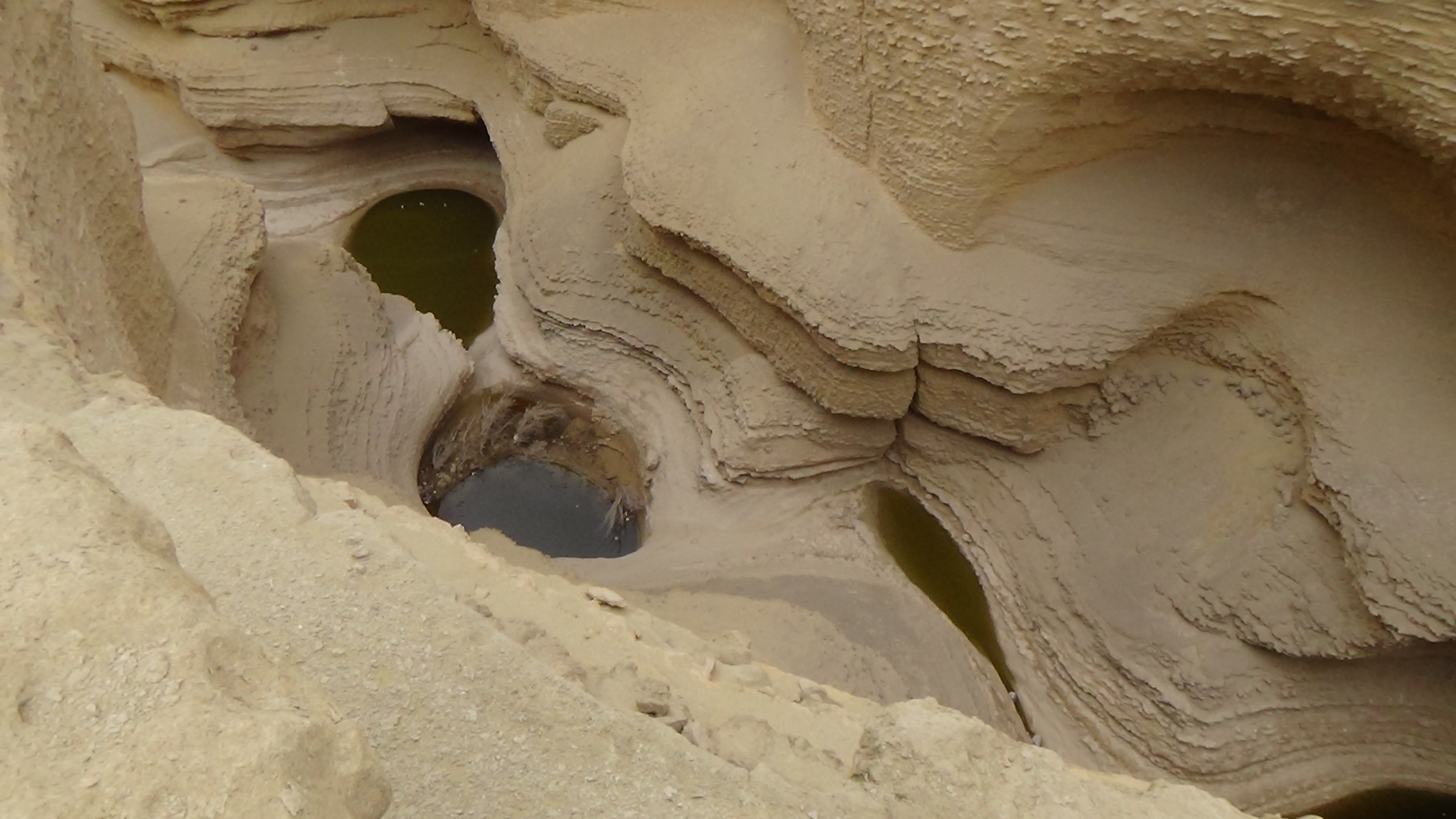
Detalhe do canyon

Este canyon está localizado a sudoeste do território do Distrito de Santiago, quase na divisa com o distrito de Changuillo (Nasca) e a região de Ica, pelo setor denominado "Las Pampas de Gamonal", entre o setor de El Gramadal e Montegrande , ao longo da rota do quase desaparecido "Río Seco" (Riachuelo), no pequeno setor Chilcatay, onde deságua no rio Ica, a caminho do Oceano Pacífico.
À medida que você chega e entra no Cânion, a recepção dada por seus "anfitriões" e "guardiões ciumentos" é interessante: corvos ou urubus, aparecendo no céu oferecendo seus voos que lembram os dos condores (embora se acredite que existem também) porque são pássaros típicos destes locais.
O Cânion tem uma extensão aproximada de 2 km e uma profundidade entre 200 e 300 me ainda não foram realizados estudos especializados no local, e de acordo com o projeto de desenvolvimento turístico projetado pelas autoridades de Santiago, um grupo de especialistas visitou o local para determinar sua estrutura geológica, profundidade e extensão exata, bem como colocar sinalização no percurso e determinar os locais de acesso para descer ao fundo do Canyon, e percorrer seu interior até chegar às pequenas lagoas naturais, localizadas na maioria profundo deste lugar maravilhoso.

## Acesso
O local fica a 83 km da cidade de Ica, para isso se pega a Rodovia Pan-Americana Sul, e no km 339, há um desvio à direita (entrada para Callango) onde se segue um caminho ou trilha em bom estado, que leva à "Boca del Río", ao longo da margem esquerda da aldeia Callango para o sudoeste. O tempo de viagem é em média 2 horas saindo de Ica.

## Promoção como destino turístico
Muito interessado o Prefeito do Distrito Municipal de Santiago, C.P.C. Cesar Salazar Carpio, viajou para conhecer o local acompanhado de promotores turísticos e agentes de viagens. Don Cesar Salazar fica impressionado com o lugar e decide colocar todos os seus esforços para que esta atração turística se transforme no "Novo destino turístico do Peru", graças ao Sr. Klaus Honninger Mitrani, promotor turístico e cultural peruano, É apresentada uma proposta ao SERNANP e ao Ministério do Meio Ambiente, para que este lugar seja declarado "Monumento Natural" do Peru.
A Prefeitura Municipal tem feito uma série de recomendações para a entrada no local (é gratuita) como medidas de limpeza e conservação ambiental, não jogando lixo, tanto externa quanto internamente, bem como determinando as áreas de acesso no interior do “Cânion”, entre outras medidas para defender, proteger, preservar e conservar esta maravilha natural, como uma nova atração turística na Região de Ica.

## Atrativos

### Atrações na rota
No percurso entre Callango (Ocucaje) e o desvio para o vale orgânico de Samaca (Santiago), você passa pela passagem e colinas "Los Trenes", e as colinas "El Poseidón", "El Delfín", "Las Tetas" e " Serpente enrolada ”.
Nos "Pampas de Gamonal" (8 a 9 km antes de chegar ao Cânion) está a curiosa "Pampa de piedra", onde você pode ver figuras como "El Sapo", "La Tortuga", "La Paloma", a " Horse's Head ”, onde existe um buraco, que tem sido chamado de“ Magic Eye ”onde os turistas tiram algumas fotos originais e espetaculares. Este "Olho Mágico" tornou-se um dos principais atrativos dos "Pampa de Piedras", onde se acredita que um meteorito caiu no local e as pedras (que parecem, "colocadas como com a mão") foram regadas no deserto.
Na entrada ou "Boca del Cañón", encontram-se a "Cabeça de tartaruga" e "Pequenas conchas fossilizadas".

### Atrações no Canyon

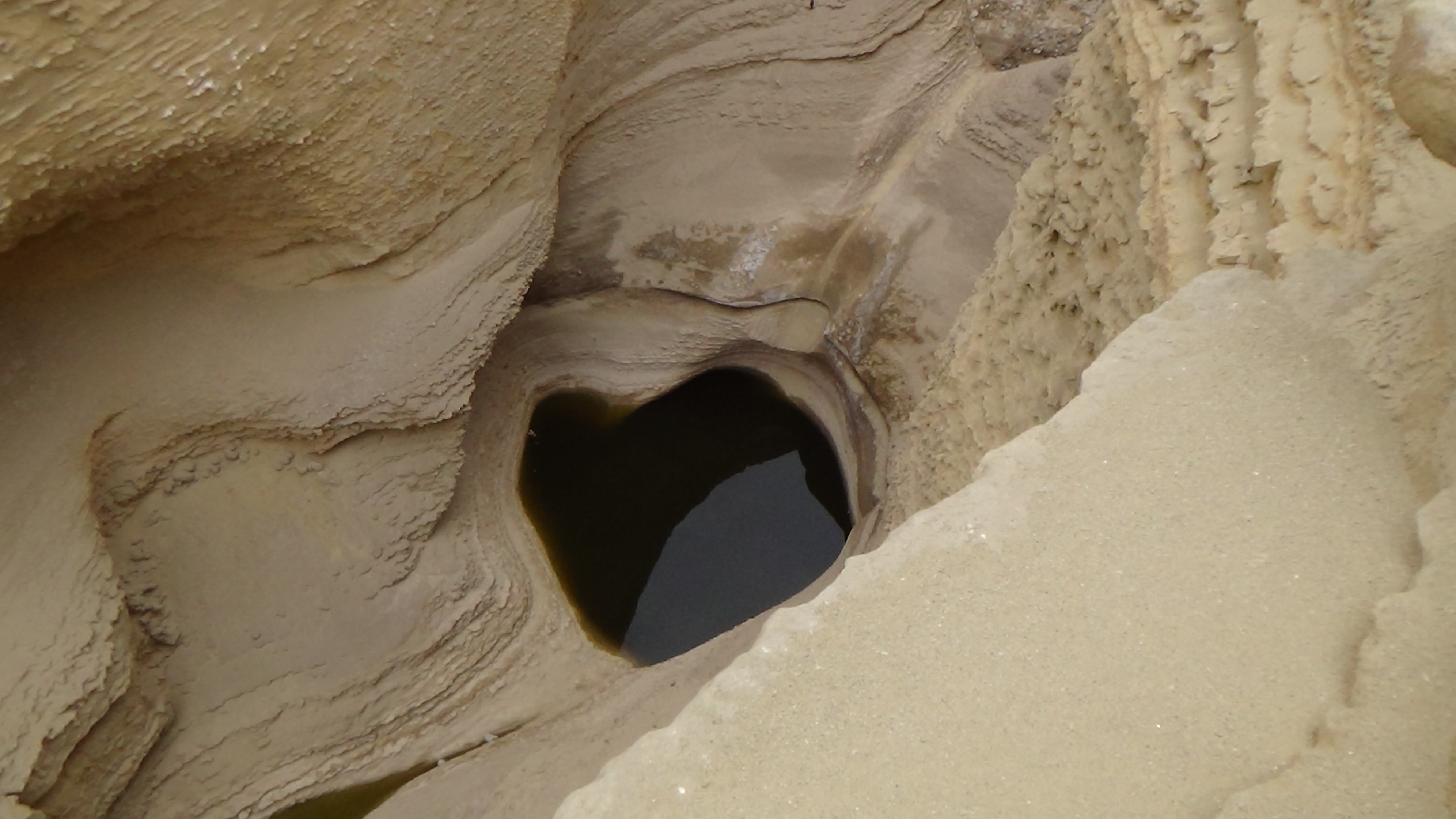
Detalhe de um setor do Cañón de los Perdidos.

O Cañón de los Perdidos tem 4 níveis ou "quedas". O passeio pelo Canyon, arredores e interior leva aproximadamente 2 a 3 horas.
No segundo nível, você pode ver o “Olho de Água” e na parte superior (queda) está o “Rosto do Puma” no canto superior direito e esquerdo existem duas telas com pequenas figuras ainda “o crânio”, “o fetus ”,“ o ET ”e outros a serem definidos. Entre o dia 3. existe uma lagoa, e o quarto nível é o "Slide" do Cânion. "La Plaza Caracol" e "O Anfiteatro"
O Canyon tem 3 descidas para chegar ao seu interior, entre a primeira e a segunda descida está o "El Mirador", de onde se pode ver a figura do "OVNI" e as "Lagunas del Cañón" (rio Ica) destes, o a terceira descida é a mais acessível para a família.
Percorrendo o Cânion de sul (a jusante) a norte (a montante) pode-se ver o "Deslizamento de Pedra", "A Parede do Canyon", "O Desfiladeiro", "Os Baluartes", em cujas paredes podem ser vistas milhares de "esculturas e esculturas naturais ”que surpreendem os visitantes.
Na sua foz com o rio Ica, encontram-se as “Las lagunas del Cañón”, com pequenos peixes e em algumas épocas, camarões de rio, este local serve de habitat a algumas aves e raposas.

### Zona paleontológica
Determinou-se que o Cânion era um fundo marinho, os paleontólogos estimam sua idade entre 20 e 30 milhões de anos, a partir de restos marinhos fossilizados ali encontrados, incluindo baleias, tubarões, conchas, pinguins, pássaros, entre outras. O maior fóssil corresponde a uma baleia com cerca de 30 m de comprimento, a mesma que ainda não foi solta, por medo de predação. A maior parte do deserto ao redor do Canyon foi considerada rica em fósseis bem preservados.